# Alessandro Gavazzi

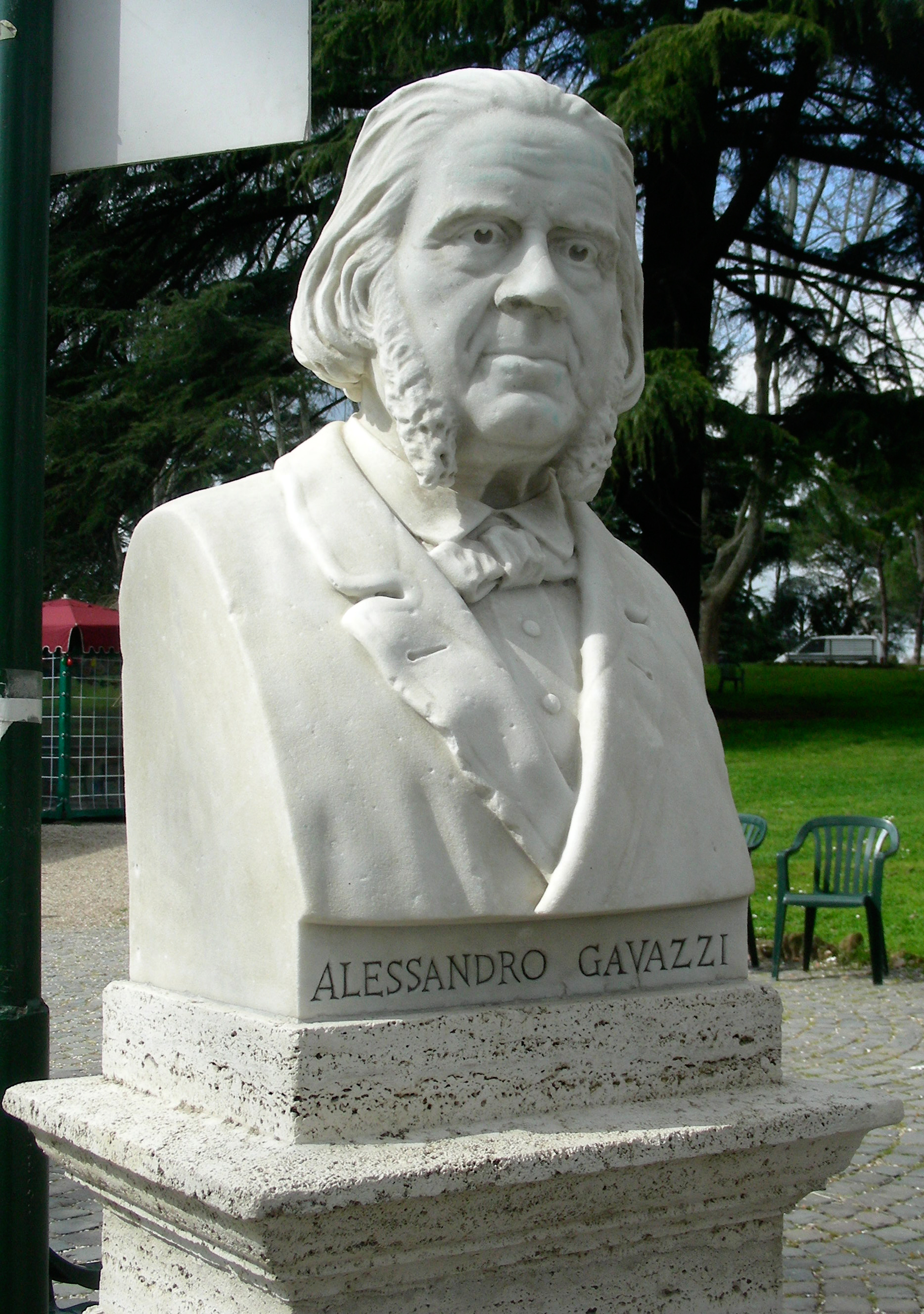
En staty som ska föreställa Gavazzi.

Alessandro Gavazzi, född 21 mars 1809, död 9 januari 1889, var en italiensk agitator.
Gavazzi var ursprungligen romersk-katolsk munk, men blev därefter professor i retorik i Neapel 1825, och stödde energiskt Pius IX:s liberala politik. Sedan Fransmännen intagit Rom gav han sig iväg på resor i Skottland, Amerika och England, under vilken tid han bröt med kyrkan och bekämpade jesuiterna. Återkommen till Italien, deltog Gavazzi i Garibaldis sicilianska tåg 1860, ägnade sedan resten av sitt liv åt planer på en till fornkristen primitivitet reformerad katolsk kyrka och enandet av de trossamfund i Italien som inte lydde under påven.